# Remo nos Jogos Olímpicos de Verão da Juventude de 2010
As competições de remo nos Jogos Olímpicos de Verão da Juventude de 2010 foram disputadas entre 15 e 18 de agosto no Marina Reservoir, em Singapura.
Apenas as provas do skiff simples e do dois sem foram realizadas, uma de cada gênero, totalizando quatro eventos. Os botes foram disponibilizados pelo comitê organizador dos Jogos e as provas foram percorridas na distância de 1000 metros (os Jogos Olímpicos tradicionais são disputados em 2000 m).

## Eventos
| - Skiff simples masculino - Dois sem masculino | - Skiff simples feminino - Dois sem feminino |

## Calendário
| Agosto | 14 | 15 | 16 | 17 | 18 | 19 | 20 | 21 | 22 | 23 | 24 | 25 | 26 |
| ------ | -- | -- | -- | -- | -- | -- | -- | -- | -- | -- | -- | -- | -- |
| Remo   |    |    |    |    | 4  |    |    |    |    |    |    |    |    |

|  | Dia de competição |  | Dia de final |

## Medalhistas
Feminino
| Evento                 | Ouro                                                  | Prata                                      | Bronze                                     |
| ---------------------- | ----------------------------------------------------- | ------------------------------------------ | ------------------------------------------ |
| Skiff simples detalhes | Judith Sievers GER Alemanha                           | Nataliia Kovalova UKR Ucrânia              | Noemie Kober FRA França                    |
| Dois sem detalhes      | Georgia Howard-Merrill Fiona Gammond GBR Grã-Bretanha | Emma Basher Olympia Aldersey AUS Austrália | Eleni Diamanti Lydia Ntalamagka GRE Grécia |

Masculino
| Evento                 | Ouro                                    | Prata                                               | Bronze                                    |
| ---------------------- | --------------------------------------- | --------------------------------------------------- | ----------------------------------------- |
| Skiff simples detalhes | Rolandas Mascinskas LTU Lituânia        | Felix Bach GER Alemanha                             | Ioan Prundeanu ROU Romênia                |
| Dois sem detalhes      | Jure Grace Grega Domanjko SLO Eslovênia | Michalis Nastopoulos Apostolos Lampridis GRE Grécia | Matthew Cochran David Watts AUS Austrália |

## Quadro de medalhas
| Ordem | País             | Medalha de ouro | Medalha de prata | Medalha de bronze |    |
| ----- | ---------------- | --------------- | ---------------- | ----------------- | -- |
| 1     | GER Alemanha     | 1               | 1                |                   | 2  |
| 2     | SLO Eslovênia    | 1               |                  |                   | 1  |
|       | GBR Grã-Bretanha | 1               |                  |                   | 1  |
|       | LTU Lituânia     | 1               |                  |                   | 1  |
| 5     | AUS Austrália    |                 | 1                | 1                 | 2  |
|       | GRE Grécia       |                 | 1                | 1                 | 2  |
| 7     | UKR Ucrânia      |                 | 1                |                   | 1  |
| 8     | FRA França       |                 |                  | 1                 | 1  |
|       | ROU Romênia      |                 |                  | 1                 | 1  |
| TOTAL | TOTAL            | 4               | 4                | 4                 | 12 |